# Kowŏn-ŭp
Kowŏn-ŭp är en ort i Nordkorea.   Den ligger i provinsen Hamnam, i den centrala delen av landet, 140 km öster om huvudstaden Pyongyang. Kowŏn-ŭp ligger 9 meter över havet och antalet invånare är 21 490.
Terrängen runt Kowŏn-ŭp är kuperad åt sydväst, men åt nordost är den platt. Runt Kowŏn-ŭp är det tätbefolkat, med 369 invånare per kvadratkilometer. Det finns inga andra samhällen i närheten. Trakten runt Kowŏn-ŭp består till största delen av jordbruksmark.